# Marina Dolfin
Marina Dolfin, pseudonimo di Mary De Muro (Milano, 15 aprile 1930 – Vittorio Veneto, 11 giugno 2007), è stata un'attrice italiana.

## Biografia
Figlia del soprano Toti Dal Monte e del tenore Enzo De Muro Lomanto, fu moglie del doppiatore Giuseppe Rinaldi ed era la madre dei doppiatori Massimo Rinaldi e Antonella Rinaldi.
Il debutto sulle scene avvenne nel 1949 ne La bona mare, con la compagnia di Cesco Baseggio, nella quale recitava sua madre Toti Dal Monte.
Nel 1950 Giorgio Strehler le affidò il ruolo di Bettina ne La putta onorata, allestita in Campo San Trovaso per il Festival Internazionale del Teatro della Biennale di Venezia. La collaborazione con Strehler e il Piccolo Teatro di Milano proseguì sino al 1955, mentre riapparve con Cesco Baseggio e la compagnia del Teatro di Venezia nella stagione 1955-1956.
Nelle stagioni 1958-1959 e 1959-1960 venne scritturata da Fantasio Piccoli per il Teatro Stabile di Bolzano dove nel 1959 fu tra gli interpreti di Donna Rosita nubile di Federico García Lorca. Nelle stagioni 1961-1962 e 1962-1963 recitò con il Teatro Stabile di Firenze e nel 1964 nell'Estate Teatrale Veronese, nel ruolo di Madonna Capuleti, diretta da Franco Zeffirelli e in Dopo la caduta di Arthur Miller, con Monica Vitti e Giorgio Albertazzi. Nella stagione 1978-1979 interpretò con Renzo Montagnani La coscienza di Zeno, adattata per il teatro da Tullio Kezich, con la regia di Franco Giraldi.
Attrice prevalentemente goldoniana, fu attiva anche nelle stagioni di prosa radiofonica e televisiva della Rai. Doppiò Susan Strasberg in Fascino del palcoscenico.

## Teatro
- La bona mare di Carlo Goldoni. Compagnia di Cesco Baseggio, Teatro Valle di Roma, 22 gennaio 1949.
- Una famiglia fra le nuvole, testo e regia di Carlo Lodovici. Venezia (dicembre 1949)
- Sior Todero brontolon di Carlo Goldoni, regia di Carlo Lodovici. Teatro Quirino di Roma, 17 febbraio 1950.
- La putta onorata di Carlo Goldoni, regia di Giorgio Strehler. Campo San Trovaso di Venezia, 20 luglio 1950.
- Gli innamorati di Carlo Goldoni, regia di Giorgio Strehler. Teatro Sociale di Lecco, 8 ottobre 1950.
- Estate e fumo di Tennessee Williams, regia di Giorgio Strehler. Piccolo Teatro di Milano, 17 ottobre 1950.
- La morte di Danton di Georg Büchner, regia di Giorgio Strehler. Piccolo Teatro di Milano, 16 dicembre 1950.
- L'oro matto di Silvio Giovaninetti, regia di Giorgio Strehler. Piccolo Teatro di Milano, 21 marzo 1951.
- Non giurare su niente di Alfred de Musset, regia di Giorgio Strehler. Piccolo Teatro di Milano, 20 aprile 1951.
- Frana allo scalo nord di Ugo Betti, regia di Giorgio Strehler. Piccolo Teatro di Milano, 11 maggio 1951.
- La casa nova di Carlo Goldoni, regia di Carlo Lodovici. Teatro La Fenice di Venezia, 4 settembre 1951.
- Intrichi d'amore di Torquato Tasso, regia di Guido Salvini. Teatro Valle di Roma, 10 dicembre 1951.
- La vedova scaltra di Carlo Goldoni, regia di Giorgio Strehler. Teatro La Fenice di Venezia, 7 ottobre 1953.
- Giulio Cesare di William Shakespeare, regia di Giorgio Strehler. Piccolo Teatro di Milano, 20 novembre 1953.
- L'imbecille, La patente, La giara di Luigi Pirandello, regia di Giorgio Strehler. Piccolo Teatro di Milano, 19 gennaio 1954.
- La folle de Chaillot di Jean Giraudoux, regia di Giorgio Strehler. Piccolo Teatro di Milano, 24 febbraio 1954.
- La casa di Bernarda Alba di Federico García Lorca, regia di Giorgio Strehler. Piccolo Teatro di Milano, 21 aprile 1955.
- La casa nova di Carlo Goldoni, regia di Carlo Lodovici. Teatro Gaetano Donizetti di Bergamo, 5 gennaio 1956.
- La famiglia dell'antiquario di Carlo Goldoni, regia di Orazio Costa, Teatro Gaetano Donizetti di Bergamo, 7 gennaio 1956.
- Il matrimonio di Ludro di Francesco Augusto Bon, regia di Gianfranco De Bosio. Teatro Duse di Bologna, 28 gennaio 1956.
- La cameriera brillante di Carlo Goldoni, regia di Carlo Lodovici. Teatro Nuovo di Trieste, 17 marzo 1956.
- Socrate immaginario di Ferdinando Galiani, regia di Giuseppe Di Martino. Teatro Olimpico di Vicenza, 13 settembre 1957.
- Le esperienze di Giovanni Arce, filosofo di Pier Maria Rosso di San Secondo, regia di Ottavio Spadaro. Teatro delle Arti di Roma, 26 novembre 1957.
- Donna Rosita nubile di Federico García Lorca, regia di Fantasio Piccoli, Teatro Stabile di Bolzano (stagione 1958-1959)
- Il bugiardo di Carlo Goldoni, regia di Carlo Lodovici. Teatro La Fenice di Venezia, 20 giugno 1959.
- L'annunzio a Maria di Paul Claudel, regia di Fantasio Piccoli. Teatro Stabile di Bolzano (stagione 1959-1960)
- La locanda della verità di Giuseppe Achille, regia di Fantasio Piccoli. Teatro Stabile di Bolzano (stagione 1959-1960)
- La parigina di Henry Becque, regia di Fantasio Piccoli. Teatro Stabile di Bolzano (stagione 1959-1960)
- Formiche di Aldo Nicolaj, regia di Enrico D'Alessandro. Teatro del Convegno di Milano, 24 maggio 1961.
- Il matrimonio di Nikolaj Gogol', regia di Tatjana Pavlova. Teatro Stabile della città di Firenze, 9 marzo 1962.
- Nozze di sangue di Federico García Lorca, regia di Alessandro Brissoni. Teatro Stabile della città di Firenze, 16 marzo 1962.
- L'amica della tigre, testo e regia di Carlo Terron. Teatro Stabile della città di Firenze, 2 febbraio 1963.
- Le anime morte di Arthur Adamov, regia di Tatjana Pavlova. Teatro Stabile della città di Firenze, 4 aprile 1963.
- Casa a due porte non puoi sorvegliare di Pedro Calderón de la Barca, regia di Alessandro Brissoni. Teatro Olimpico di Vicenza, 6 settembre 1963.
- Romeo e Giulietta di William Shakespeare, regia di Franco Zeffirelli. Teatro romano di Verona, 4 luglio 1964.
- I matti di Valenza di Lope de Vega, regia di Giuseppe Di Martino. Teatro Olimpico di Vicenza, 18 settembre 1964.
- Dopo la caduta di Arthur Miller, regia di Franco Zeffirelli. Teatro Eliseo di Roma, 22 ottobre 1964.
- Molto rumore per nulla di William Shakespeare, regia di Alessandro Brissoni. Teatro Musco di Catania, 18 novembre 1966.
- Il signor Mille e tre (Monsieur Jean) di Roger Vailland, regia di Mario Ferrero. Teatro Carignano di Torino, 12 ottobre 1970.
- Diana e la Tuda, di Luigi Pirandello, regia di Arnoldo Foà. Teatro delle Arti di Roma, 5 febbraio 1971.
- Il crogiuolo di Arthur Miller, regia di Sandro Bolchi. Politeama Rossetti di Trieste, 6 febbraio 1975.
- Sior Todero brontolon di Carlo Goldoni, regia di Francesco Macedonio. Politeama Rossetti di Trieste, 28 ottobre 1975.
- L'opera dello straccione di Václav Havel, regia di Fulvio Tolusso. Politeama Rossetti di Trieste, 3 marzo 1976.
- La cameriera brillante di Carlo Goldoni, regia di Fulvio Tolusso e Alberto Gagnarli. Politeama Rossetti di Trieste, 10 gennaio 1977.
- Le donne gelose di Carlo Goldoni, regia di Francesco Macedonio. Politeama Rossetti di Trieste, 5 gennaio 1978.
- La brocca rotta di Heinrich von Kleist, regia di Giorgio Pressburger. Politeama Rossetti di Trieste, 11 aprile 1978.
- La coscienza di Zeno di Tullio Kezich, regia di Franco Giraldi. Politeama Rossetti di Trieste, 18 ottobre 1978.
- Calderón di Pier Paolo Pasolini, regia di Giorgio Pressburger. Teatro Giuseppe Verdi di Pordenone, 7 marzo 1980.
- I rusteghi di Carlo Goldoni, regia di Ugo Gregoretti (1980)
- Così è (se vi pare) di Luigi Pirandello, regia di Franco Zeffirelli. Teatro Metastasio di Prato, 14 novembre 1984.

## Filmografia

### Cinema
- Ombre su Trieste, regia di Nerino Florio Bianchi (1952)
- Calderón, regia di Giorgio Pressburger (1981)

### Televisione
- Capitan Fracassa, regia di Anton Giulio Majano – miniserie televisiva (1958)
- Il Leone di San Marco, regia di Alda Grimaldi – miniserie TV, episodio Il gioco scoperto (1725) (1969)
- Anna Karenina, regia di Sandro Bolchi – miniserie TV (1974)
- La bufera, regia di Edmo Fenoglio – miniserie TV (1975)
- Rosso veneziano, regia di Marco Leto – miniserie TV (1976)
- Viaggio a Goldonia, regia di Ugo Gregoretti – miniserie TV (1982)

## Prosa televisiva Rai
- Il matrimonio di Ludro di Francesco Augusto Bon, regia di Gianfranco De Bosio, trasmessa il 2 maggio 1956.
- La famegia del santolo di Giacinto Gallina, regia di Carlo Lodovici, trasmessa l'8 novembre 1960.
- La locandiera, regia di Claudio Fino, trasmessa il 30 dicembre 1960.
- Speranza di Henri Bernstein, regia di Alessandro Brissoni, trasmessa il 17 febbraio 1961.
- La sognatrice di Elmer Rice, regia di Anton Giulio Majano, trasmessa il 18 maggio 1962.
- Il tempo e la famiglia Conway di John Boynton Priestley, regia di Alessandro Brissoni, trasmessa il 1º giugno 1962.
- La provinciale di Ivan Turgenev, regia di Stefano De Stefani, trasmessa il 9 agosto 1962.
- Carlo Gozzi, regia di Carlo Lodovici, trasmessa l'8 ottobre 1962.
- Non si può pensare a tutto, regia di Alessandro Brissoni, trasmessa il 4 novembre 1962.
- L'Annuncio a Maria, regia di Alessandro Brissoni, trasmessa il 14 giugno 1963.
- La vedova, regia di Carlo Lodovici, trasmessa il 30 settembre 1964.
- La zitella, regia di Flaminio Bollini, trasmessa il 18 giugno 1965.
- Donna Rosita nubile di Federico García Lorca, regia di Mario Ferrero, trasmessa il 15 ottobre 1965.
- Scrollina, regia di Ottavio Spadaro, trasmessa il 2 marzo 1966.
- La famegia del Santolo di Giacinto Gallina, regia di Carlo Lodovici, trasmessa il 24 aprile 1966.
- Se no i xe mati no li volemo di Gino Rocca, regia di Carlo Lodovici, trasmessa il 13 maggio 1966.
- Anima allegra, regia di Guglielmo Morandi, trasmessa il 29 luglio 1966.
- L'attesa di Willis Hall, regia di Mario Missiroli, trasmessa il 27 agosto 1967.
- Natale in piazza di Henri Ghéon, regia di Alessandro Brissoni, trasmessa il 19 dicembre 1967.
- I corvi, regia di Sandro Bolchi, trasmessa il 7 gennaio 1969.
- La buona madre, regia di Carlo Lodovici, trasmessa il 17 novembre 1972.
- Goldoni e le sue sedici commedie nuove, regia di Sandro Sequi, trasmessa il 13 aprile 1973.
- Carlo Gozzi, regia di Sandro Bolchi, trasmessa il 1º febbraio 1974.
- Invito al castello, regia di Mario Ferrero, trasmessa il 25 settembre 1983.

## Prosa radiofonica Rai
- La buona madre, commedia di Carlo Goldoni, regia di Cesco Baseggio, trasmessa il 24 luglio 1950.
- La famiglia dell'antiquario di Carlo Goldoni, regia di Orazio Costa, trasmessa il 30 aprile 1956.
- La moglie ingenua e il marito malato di Achille Campanile, regia di Umberto Benedetto, trasmessa il 26 novembre 1956.
- La piccola cioccolataia di Paul Gavault, regia di Marco Visconti, trasmessa il 3 dicembre 1956.
- La torre sul pollaio di Vittorio Calvino, regia di Umberto Benedetto, trasmessa il 4 dicembre 1956.
- La vera storia del marinaio di Marisa Soprano, regia di Umberto Benedetto, trasmessa il 12 dicembre 1956.
- John Gabriel Borkman di Henrik Ibsen, regia di Umberto Benedetto, trasmessa il 28 dicembre 1956.
- Il ragionier Ventura di Guglielmo Giannini, regia di Marco Visconti, trasmessa il 10 gennaio 1957.
- Una partenza di Giovanni Guaita, regia di Marco Visconti, trasmessa il 16 gennaio 1957.
- Tom Jones di Henry Fielding, regia di Marco Visconti, 8 puntate, dal 28 gennaio al 15 febbraio 1957.
- Odette di Victorien Sardou, regia di Umberto Benedetto, trasmessa l'11 febbraio 1957.
- Aria di provincia di Louis Picard, regia di Umberto Benedetto, trasmessa il 18 febbraio 1957.
- Questa preziosa vita di Hermann Holzmann, regia di Amerigo Gomez, trasmessa il 21 marzo 1957.
- Onorina di Honoré de Balzac, regia di Amerigo Gomez, 4 puntate, dal 27 maggio al 3 giugno 1957.
- Male di vivere di Siro Angeli, regia di Marco Visconti, trasmessa il 25 giugno 1957.
- Il vecchio signor Lear di Dudley Evans, regia di Umberto Benedetto, trasmessa il 28 agosto 1957.
- Tu di Alfio Berretta, regia di Marco Visconti, trasmessa il 25 novembre 1957.
- La musica mi scivolò accanto sulle acque di Archibald MacLeish, regia di Marco Visconti, trasmessa il 19 giugno 1959.
- Pierino e il lupo di Sergej Prokof'ev, diretta da Herbert von Karajan (1964)
- Le esperienze di Giovanni Arce, filosofo di Pier Maria Rosso di San Secondo, regia di Andrea Camilleri, trasmessa il 22 novembre 1966.
- Buon viaggio, Paolo di Gaspare Cataldo, regia di Umberto Benedetto, trasmessa il 2 agosto 1967.
- Pena di vivere così di Luigi Pirandello, regia di Ottavio Spadaro, trasmessa il 7 dicembre 1967.
- Il giardino sulla roccia di Enid Bagnold, regia di Alessandro Brissoni, 21 febbraio 1968.
- Il beniamino infelice di Stefano Landi, regia di Ottavio Spadaro, trasmessa il 4 marzo 1968.
- Medoro di Roger Vitrac, regia di Gian Domenico Giagni, trasmessa il 16 marzo 1968.
- L'andazzo di Roberto Mazzucco, regia di Ruggero Jacobbi, trasmessa il 22 aprile 1968.
- Crociera dimenticata di Roger Vitrac, regia di Gian Domenico Giagni, trasmessa il 18 maggio 1968.
- Il Ponte dei Sospiri di Michel Zevaco, regia di Dante Raiteri, 20 puntate dal 18 giugno al 13 luglio 1968.
- George Dandin o il marito confuso di Molière, regia di Paolo Giuranna, trasmessa il 17 settembre 1969.
- Yamilé sotto i cedri di Henry Bordeaux, regia di Guglielmo Morandi, trasmessa il 15 settembre 1971.
- Il gioco del gatto di István Örkény, regia di Luigi Durissi, trasmessa il 28 ottobre 1974.
- Antonio von Elba di Renato Mainardi, regia di Antonio Calenda, trasmessa il 22 e 23 maggio 1980.

## Doppiaggio
- Gloria Grahame in Oklahoma![8]
- Joan Collins in Sesso debole?
- Vera Miles in 23 passi dal delitto
- Mitzi Gaynor in Les Girls
- Susan Strasberg in Fascino del palcoscenico
- Nadia Haro Oliva in L'angelo sterminatore
- Patricia Medina in L'assassinio di Sister George
- Natasha Parry in Romeo e Giulietta